# The Girl of the Mountain
The Girl of the Mountains è un cortometraggio muto del 1912 diretto da Henry McRae Webster (Harry McRae Webster	).

## Produzione
Il film fu prodotto dalla Selig Polyscope Company.

## Distribuzione
Distribuito dalla General Film Company, il film - un cortometraggio di una bobina - uscì nelle sale cinematografiche statunitensi l'11 dicembre 1912.